# لهنیتسه
لهنیتسه (به چکی: Lhenice) یک منطقهٔ مسکونی در جمهوری چک است که در ناحیه پراخاتیتسه واقع شده‌است. لهنیتسه ۳۹٫۱۴ کیلومتر مربع مساحت و ۱٬۸۳۳ نفر جمعیت دارد و ۵۵۹ متر بالاتر از سطح دریا واقع شده‌است.